# Раникхет
Раникхет или Раникет (англ. Ranikhet) — город в индийском штате Уттаракханд, центр округа Раникхет. Является популярной горной станцией. Расположен в 279 км от Дели, в 50 км от Алморы и в 60 км от Найнитала. Средняя высота над уровнем моря — 1869 метров. В Раникхете расположена крупная военная база индийской армии.
По данным всеиндийской переписи 2001 года, в Раникхете проживало 19 049 человек, из которых мужчины составляли 61 %, женщины — 39 %. Уровень грамотности взрослого населения составлял 83 %, что выше среднеиндийского уровня (59,5 %). Среди мужчин, уровень грамотности равнялся 87 %, среди женщин — 76 %. 10 % населения составляли дети до 6 лет.